# لوكاس بوركار
لوكاس بوركار تيكسيدو (18 فبراير 1990) هو لاعب كرة قدم إسباني، يلعب كلاعب خط وسط مهاجم.